# بخش مونبر
بخش مونبر (به فرانسوی: Arrondissement de Montbard) یک بخش در فرانسه است که در کوت دور واقع شده‌است.